# Hippodrome des Bruyères (Maure-de-Bretagne)
L’hippodrome Maure-de-Bretagne se situe à Val d'Anast en Ille-et-Vilaine.
Il est équipé d'une salle de réception "le restaurant panoramique", d'un hall, de tribunes couvertes, de 33 boxes et 80 stalles. Il organise une dizaine de réunions hippiques par an, sur deux pistes: en sable pour le trot et en herbe pour le steeple chase avec corde à gauche. Depuis sa rénovation en 2008, il développe ses activités de location de salles et de séminaires.